# Davignac
Davignac é uma comuna francesa na região administrativa da Nova Aquitânia, no departamento de Corrèze. Estende-se por uma área de 30,14 km². Em 2010 a comuna tinha 206 habitantes (densidade: 6,8 hab./km²).